# ジャランダル
ジャランダル（パンジャーブ語：ਜਲੰਧਰ、ヒンディー語：जलंधर、Jalandhar）は、インドのパンジャーブ州の都市である。ジュランダール（Jullundur）とも表記される。大幹道に接続する都市として古代から存在し、近代でも商業都市として都市化が進んでいる。1947年のインド独立から1953年にチャンディーガルが建設されるまでの間、パンジャブ州の州都だった。

## 歴史
地名の由来はマハーバーラタとプラーナ文献で言及されたラークシャサの一人から取られたと考えられている。また、ラヴィ川とサトレジ川に挟まれた地形のため、「水の内側にある地域」を示す言葉が転じたという説もある。古代にはパンジャブ州全域がインダス文明に含まれており、ジャランダルでもハラッパー同様の遺跡が発見されている。都市としては古代から交通の要衝として、それぞれの時代の支配者に属してきた。近代に入るとイギリス領インド帝国に属したが、第一次世界大戦後にイスラム教徒による反英運動キラーファト運動が起こると、イスラム教徒の多いパンジャブ州も1920年頃から独立の機運が高まった。しかしヒンドゥー教徒との統一闘争は挫折し、インド・パキスタン分離独立の際にはパンジャブ州は分割された。この時、パンジャブ州の州都ラホールはパキスタン領となったため、1947年にジャランダルがインド領パンジャブ州の州都とされた。しかしシャランダルにはイスラム教徒も多くおり、1953年にチャンディーガルが建設されると、政治的な理由から州都はチャンディーガルに移転した。

## 気候
温暖湿潤気候に位置するが夏は暑く、6月には平均48℃に達する。湿度は7月と8月のモンスーンの時期は高いが、それ以外は乾燥している。
| Jalandharの気候        | Jalandharの気候 | Jalandharの気候 | Jalandharの気候 | Jalandharの気候 | Jalandharの気候 | Jalandharの気候 | Jalandharの気候 | Jalandharの気候 | Jalandharの気候 | Jalandharの気候 | Jalandharの気候 | Jalandharの気候 | Jalandharの気候 |
| 月                     | 1月             | 2月             | 3月             | 4月             | 5月             | 6月             | 7月             | 8月             | 9月             | 10月            | 11月            | 12月            | 年              |
| ---------------------- | --------------- | --------------- | --------------- | --------------- | --------------- | --------------- | --------------- | --------------- | --------------- | --------------- | --------------- | --------------- | --------------- |
| 平均最高気温 °C （°F） | 19.4 (66.9)     | 21.6 (70.9)     | 26.0 (78.8)     | 34.5 (94.1)     | 39.4 (102.9)    | 43.6 (110.5)    | 34.1 (93.4)     | 33.1 (91.6)     | 32.6 (90.7)     | 31.5 (88.7)     | 27.2 (81)       | 22.3 (72.1)     | 30.44 (86.8)    |
| 平均最低気温 °C （°F） | 6.2 (43.2)      | 8.6 (47.5)      | 13.2 (55.8)     | 19.0 (66.2)     | 23.8 (74.8)     | 25.6 (78.1)     | 24.7 (76.5)     | 25.8 (78.4)     | 21.8 (71.2)     | 18.3 (64.9)     | 12.1 (53.8)     | 7.2 (45)        | 17.19 (62.95)   |
| 降水量 mm （inch）     | 10.7 (0.421)    | 16.7 (0.657)    | 32.8 (1.291)    | 15.2 (0.598)    | 20.4 (0.803)    | 69.7 (2.744)    | 155.2 (6.11)    | 183.6 (7.228)   | 60.0 (2.362)    | 1.5 (0.059)     | 6 (0.24)        | 15 (0.59)       | 586.8 (23.103)  |
| 出典：                 |                 |                 |                 |                 |                 |                 |                 |                 |                 |                 |                 |                 |                 |

## 人口
2011年の国勢調査では男性が463,975人、女性が409,750人が確認され、総人口は873,725人。識字率は85.46パーセント。

## 経済
大幹道沿線が特に商業地区が発展しており、ガラス、家具、スポーツ用品も生産されている。

## 交通

### 飛行機
ジャランダルから約90キロ以内にパターンコート空港とアムリトサル国際空港が存在する。定期便は国内及びドバイ、ドーハ、バーミンガム等を結んでいる。

### 鉄道
主要な路線としてはデリー、アムリトサル間鉄道の中継地となっており、ムンバイ、コルカタ、チェンナイ等を結ぶ多数の鉄道網が接続する。

### 道路
パンジャブ州各地とデリー他大都市を結ぶバスターミナルの拠点が存在する。

## 施設

### 商業施設

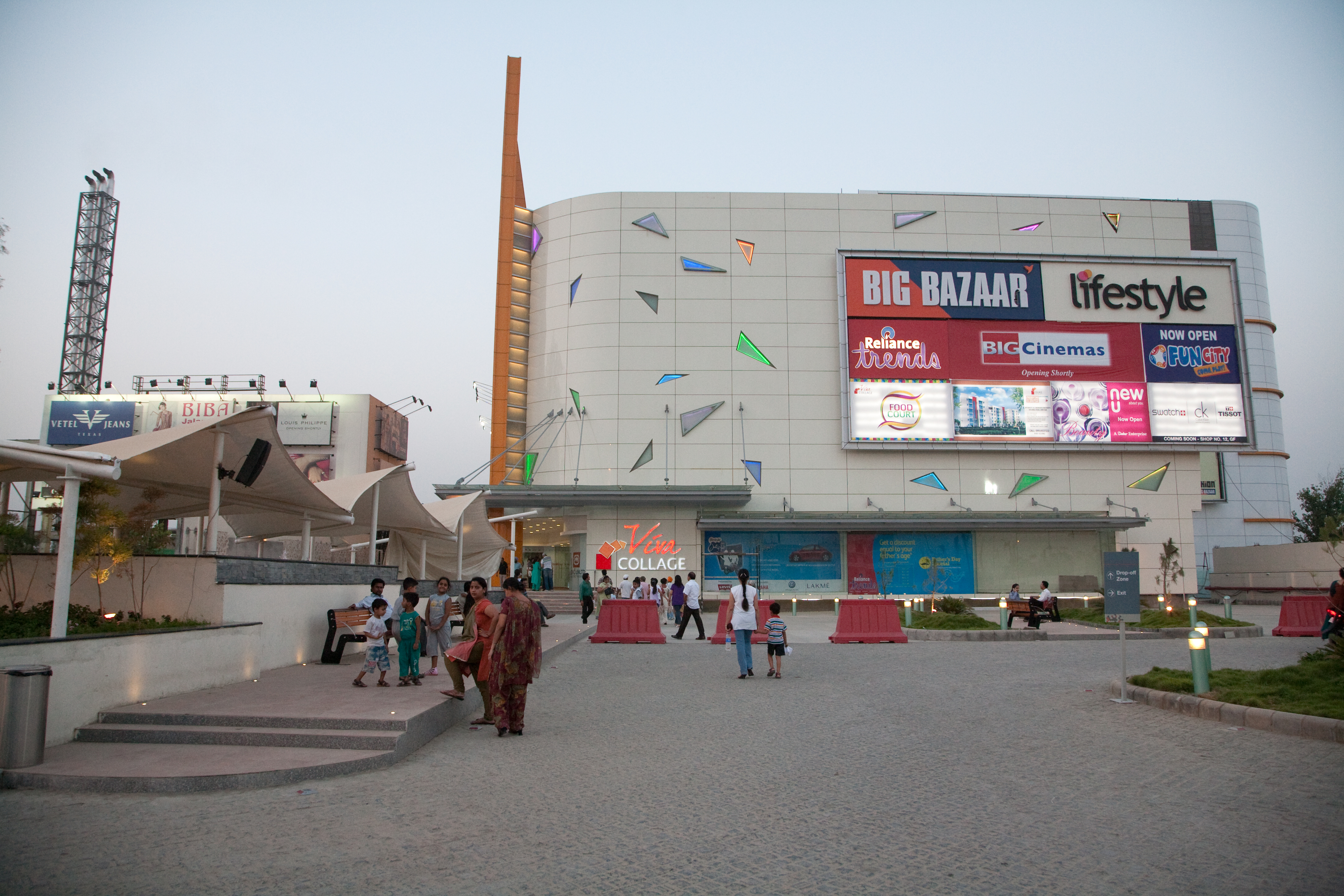
ビバコラージュモール

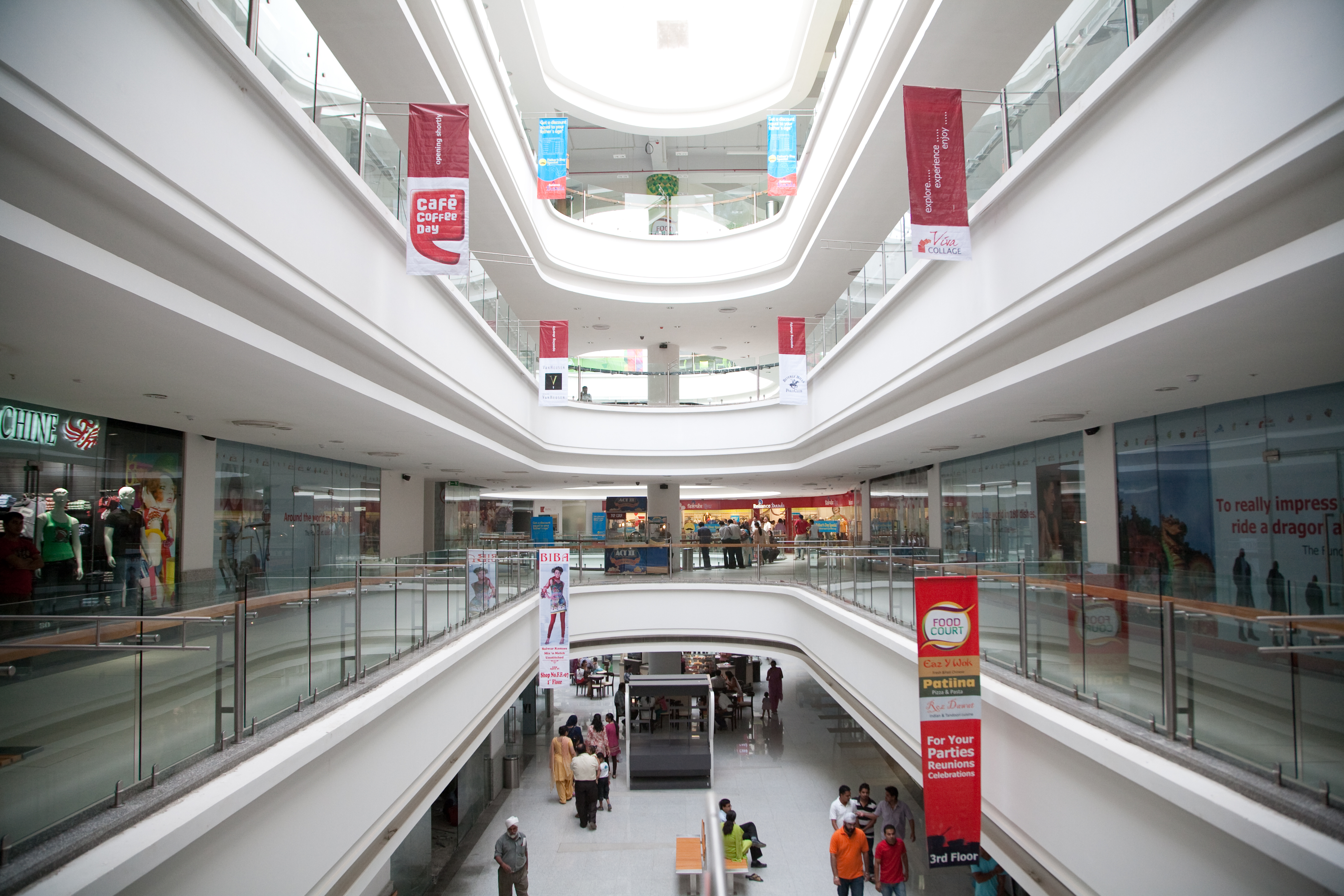
ビバコラージュモール内部

古くから商業が盛んであり、市内にはビバコラージュモール、MDB ネオポリス、ガレリア等の大型店舗が存在する。

### 宗教施設

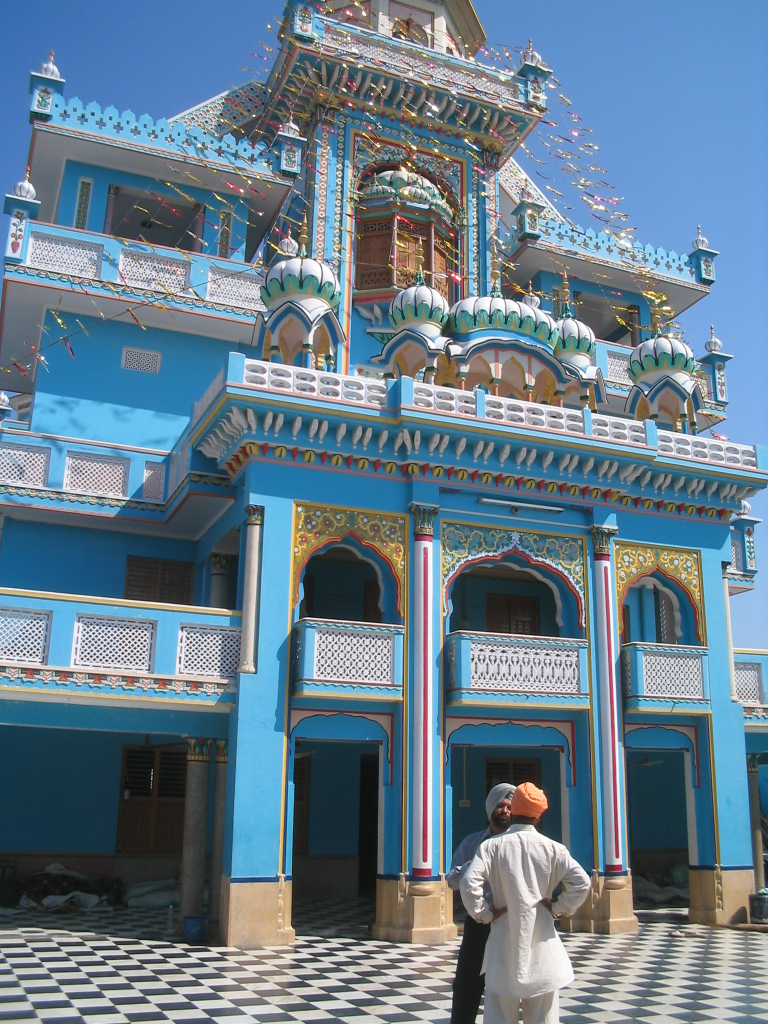

住民の信仰はヒンドゥー教徒、イスラム教徒、シク教徒等多様であり、宗教施設の種類も多く混在している。

### 医療機関
市当局の公表によればジャランダルに存在する病院の数は420を超えており、アジアでも最大級を誇る。

### スポーツ施設
最も盛んな競技はクリケットであり、市内には競技場が複数存在している。国技のカバディも人気が高く、市内のグル・ゴービン・シン・スタジアムでは2014年カバディワールドカップが開催された。また同スタジアムは多目的競技場となっており、地元のサッカーチームJCTミルズフットボールクラブのホームスタジアムとなっている。その他にはフィールドホッケーの競技人口も多く、市内のスルジット・ホッケースタジアムの名称は、ジャランダル出身のオリンピック選手にちなむ。

### 教育機関
パンジャブ工科大学、DAV大学、ラブリープロフェッショナル大学、ライアルプールカルサ大学等、多数の大学及びそのキャンパスが存在する。またサイエンス・ジャランダル研究所をはじめ、多数の研究機関が拠点をおいている。

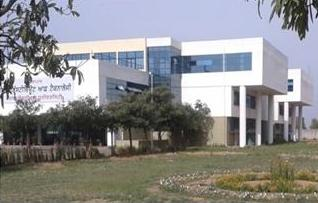
パンジャブ工科大学
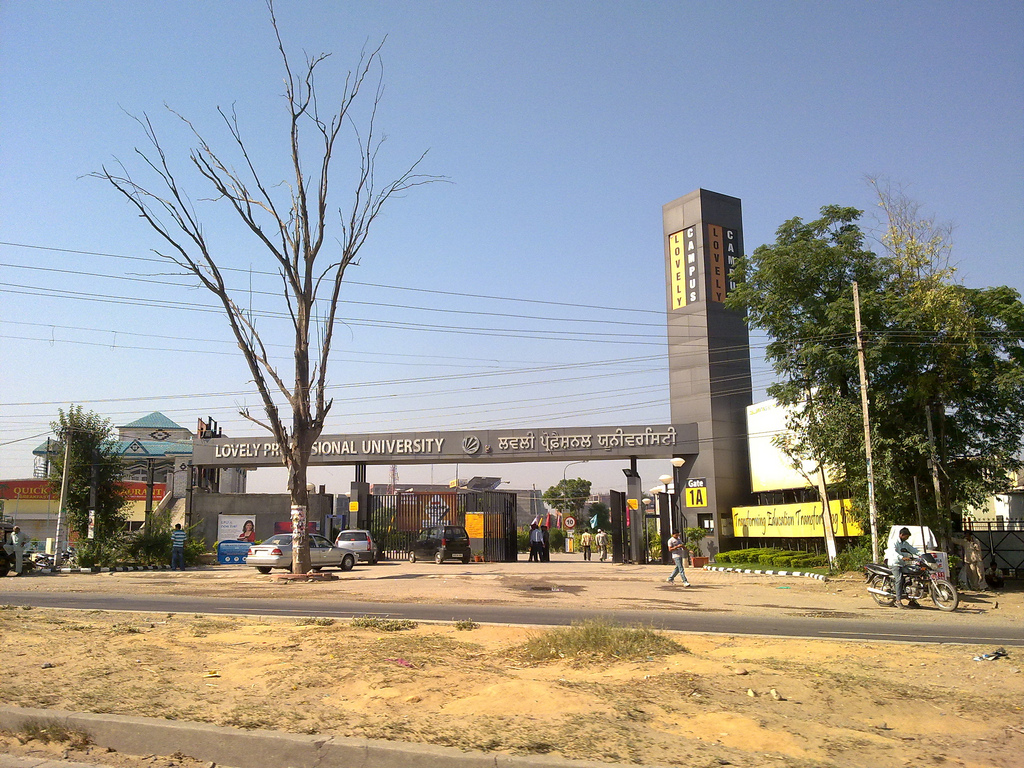
ラブリープロフェッショナル大学正門
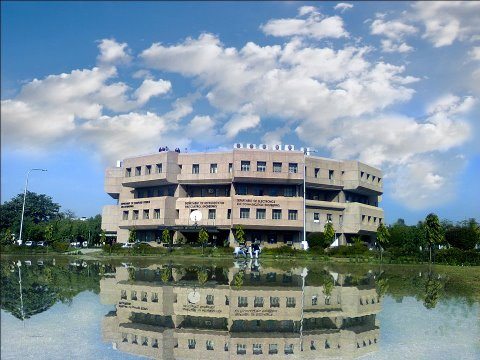
サイエンス・ジャランダル研究所

## 著名人
| Name                       | Occupation                     |
| -------------------------- | ------------------------------ |
| ヤシュ・チョプラ           | 映画監督                       |
| ランビール・シン・カンワル | サトウキビ研究者、博士（農学） |
| ヴァーニャ・ミシュラ       | 女優、2012年ミスインド         |
| ロレンス・ダレル           | 詩人、劇作家、旅行作家         |
| スニル・ダット             | 俳優                           |
| K. L. Saigal               | 俳優、歌手                     |
| アムリーシュ・プリー       | 俳優                           |